# Сагитов, Ринат Шайхимансурович
Сагитов Ринат Шайхимансурович (27 марта 1955 года, Уфа — 24 августа 2017 года, там же) — советский и российский организатор производства и государственный деятель, депутат Государственной думы Российской Федерации V созыва (2007—2011). 
В 1972 году окончил Уфимский государственный нефтяной институт по специальности «инженер-строитель».
Трудовую деятельность начал в 1972 году на Уфимском моторостроительном производственном объединении, работая слесарем-сборщиком. С 1973 по 1975 год проходил службу в Советской Армии.
С 1975 по 2002 год  работал в Уфимском тресте крупнопанельного домостроения, пройдя путь от каменщика-монтажника до первого заместителя генерального директора.
В 2002—2004 годах первый заместитель министра строительства, архитектуры и дорожного комплекса Республики Башкортостан, в 2004—2005 годах — первый заместитель председателя Госкомитета Республики Башкортостан по строительству, архитектуре и транспорту, в 2005—2007 годах — первый заместитель министра строительства, архитектуры и транспорта Республики Башкортостан.
С 8 февраля 2012 года — первый заместитель главы Администрации городского округа города Уфа, работал на этой должности около года.
В 2007 году избран депутатом Государственной Думы от партии «Единая Россия», был членом Комитета по строительству и земельным отношениям.
Заслуженный строитель Республики Башкортостан, Почётный строитель России.